# NGC 7124
NGC 7124 est une vaste galaxie spirale située dans la constellation de l'Indien. Sa vitesse par rapport au fond diffus cosmologique est de 4 988 ± 15 km/s, ce qui correspond à une distance de Hubble de 73,6 ± 5,2 Mpc (∼240 millions d'al). NGC 7124 a été découverte par l'astronome britannique John Herschel en 1834.

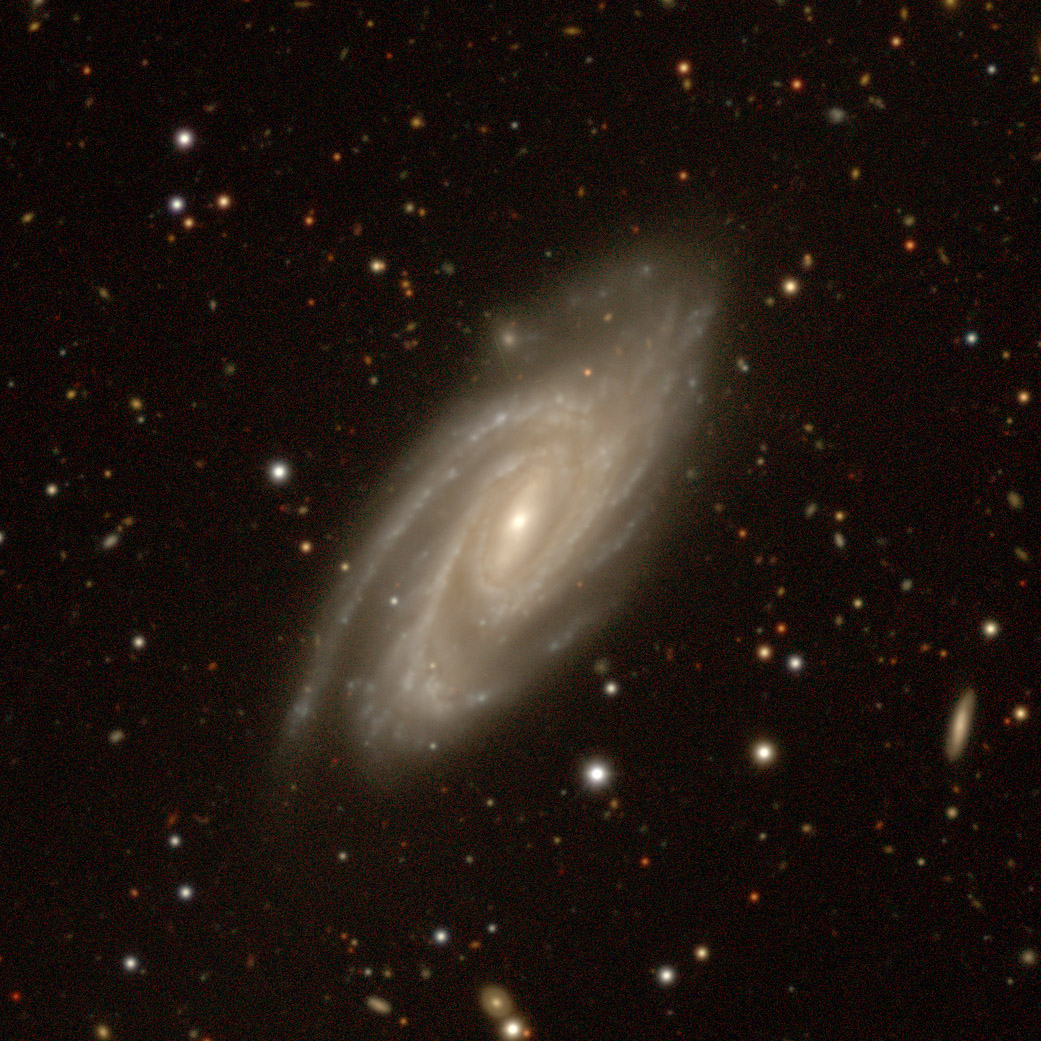
NGC 7124 par le groupe «Legacy Surveys DR10 ».

La classe de luminosité de NGC 7124 est II-III et elle présente une large raie HI. De plus, c'est une galaxie LINER, c'est-à-dire une galaxie dont le noyau présente un spectre d'émission caractérisé par de larges raies d'atomes faiblement ionisés.  Selon la base de données Simbad, NGC 7124 est une candidate au titre de galaxie à noyau actif.  
À ce jour, neuf mesures non basées sur le décalage vers le rouge (redshift) donnent une distance de 58,733 ± 3,919 Mpc (∼192 millions d'al), ce qui est à l'extérieur des valeurs de la distance de Hubble. Notons que c'est avec la valeur moyenne des mesures indépendantes, lorsqu'elles existent, que la base de données NASA/IPAC calcule le diamètre d'une galaxie et qu'en conséquence le diamètre de NGC 7124 pourrait être d'environ 79,2 kpc (∼258 000 al) si on utilisait la distance de Hubble pour le calculer.
Selon Soares et ses collègues, NGC 7124 et ESO 236-048 forment une paire de galaxies. La distance de Hubble d'ESO 236-048 est inconnue, mais la base de données mentionne qu'elle fait partie d'un système double.